# Pseudargyra magnicornis
Pseudargyra magnicornis är en tvåvingeart som först beskrevs av Van Duzee 1930.  Pseudargyra magnicornis ingår i släktet Pseudargyra och familjen styltflugor. Inga underarter finns listade i Catalogue of Life.